# سوزان آلبرز
سوزان آلبرز (به انگلیسی: Susanne Albers) (۱۰ ژوئن ۱۹۶۵) دانشمند در زمینه علوم رایانه اهل آلمان و از اعضای هیئت علمی دانشگاه هومبولت برلین است. او دریافت کننده مدال اتو هان و جایزه لایب نیتس است.

## تحصیلات و تخصص

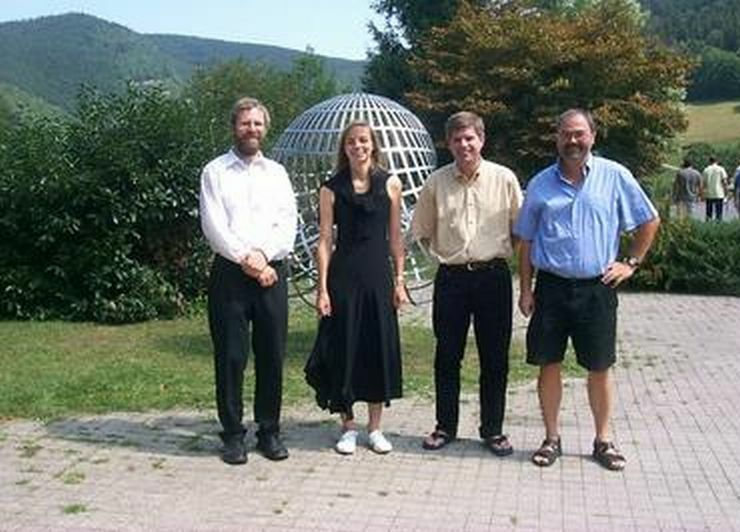
سوزان آلبرز در کنار چند دانشمند دیگر در سال 2003

آلبرز در رشته ریاضیات، علوم رایانه و مدیریت اجرایی کسب و کار در اسنابروک تحصیل کرد و پی‌اچ‌دی خود را در سال ۱۹۹۳ در دانشگاه زارلاند زیر نظر کورت مهلورن دریافت کرد. او تا سال ۱۹۹۹ با مؤسسه علوم رایانه ماکس پلانک ارتباط داشت و در مؤسسه بین‌المللی علوم رایانه در برکلی، دانشگاه آزاد برلین و دانشگاه پادربورن سمت‌های بازدید و فوق دکترا داشت. در سال ۱۹۹۹، او شایستگی لازم را پیدا کرد تا موقعیت خود را در دانشگاه فنی دورتموند تثبیت کند. او از سال ۲۰۰۱ تا ۲۰۰۹ استاد علوم رایانه در دانشگاه فرایبورگ بود. همچنین او از سال ۲۰۰۹ تا ۲۰۱۳ در دانشگاه هومبولت برلین بوده است.
از سال ۲۰۱۳، آلبرز کرسی الگوریتم‌های کارآمد را در اداره انفورماتیک دانشگاه فنی مونیخ به‌دست آورد.

## پژوهش
تحقیقات آلبرز در طراحی و تجزیه و تحلیل الگوریتم‌ها به ویژه الگوریتم‌های برخط، الگوریتم‌های تقریبی، نظریه الگوریتمی بازی‌ها و مهندسی الگوریتم است.

## جوایز و افتخارات
او در سال ۱۹۹۳ مدال اتو هان را از انجمن ماکس پلانک و در سال ۲۰۰۸ جایزه لایب نیتس را از بنیاد پژوهش آلمان دریافت کرد که مهمترین جایزه تحقیقاتی آلمان شامل کمک مالی ۲/۵ میلیون یورویی است. در سال ۲۰۱۱، او به عنوان عضو انجمن انفورماتیک آلمان انتخاب شد. در سال ۲۰۱۴، او یکی از ده عضو اولیه انجمن اروپایی علوم رایانه نظری شد.